# Agrilus cyaneofasciatus
Agrilus cyaneofasciatus es una especie de insecto del género Agrilus, familia Buprestidae, orden Coleoptera. Fue descrita científicamente por Théry, 1930.